# Baby, Please Don't Go
"Baby, Please Don't Go" is een traditioneel bluesnummer dat in 1935 werd gepopulariseerd door de delta-bluesmuzikant Big Joe Williams. Sindsdien volgde vele coverversies, waardoor het nummer wel beschreven is als "een van de meest gespeelde en gearrangeerde stukken uit de bluesgeschiedenis". Na de Tweede Wereldoorlog werd het nummer door chicagoblues- en rhythm-and-bluesartiesten aangepast aan nieuwere muziekstijlen aan. In 1953 nam Muddy Waters het nummer op, waarna het nummer een bluesstandaard werd. 
In de jaren zestig werd "Baby, Please Don't Go" een populair rocknummer nadat de Noord-Ierse groep Them het in 1964 opnam. Jimmy Page, destijds een studiogitarist, nam deel aan de opnamesessie, mogelijk op slaggitaar. Het uptempo rockarrangement van Them zorgde ervoor dat het nummer ook tot een rockstandaard werd. AC/DC en Aerosmith behoren tot de rockgroepen die het nummer hebben opgenomen. "Baby, Please Don't Go" is opgenomen in zowel de Blues als de Rock and Roll Halls of Fame.

## Achtergrond
"Baby, Please Don't Go" is waarschijnlijk een bewerking van "Long John", een oud folknummer daterend uit de tijd van de Amerikaanse slavernij. De melodie is gebaseerd op "Alabamy Bound", gecomponeerd door Tin Pan Alley-schrijver Ray Henderson uit 1925.
Voor zijn opname van "Baby, Please Don't Go" liet Big Joe Williams zich inspireren door het gevangenis-thema. Hij nam het op tijdens een sessie voor Bluebird Records in Chicago op 31 oktober 1935. 
Het nummer werd een hit en vestigde de carrière van Williams. Op 12 december 1941 nam hij een tweede versie op met de titel "Please Don't Go" in Chicago voor Bluebird, met een moderner arrangement en teksten. Hij gebruikte hierbij een negensnarige gitaar. Hij wordt vergezeld door Sonny Boy Williamson I op mondharmonica en Alfred Elkins op imitatiebas. In 1947 nam hij het op voor Columbia Records met Williamson en Ransom Knowling op bas en Judge Riley op drums.
De verschillende opnames van Big Joe Williams inspireerden andere bluesmuzikanten om hun interpretaties van het nummer op te nemen en het werd een bluesstandaard. Het nummer is onder meer opgenomen door Tampa Kid (1936), Leonard "Baby Doo" Caston (1939), Lightnin' Hopkins (1947), John Lee Hooker (1949) en Big Bill Broonzy (1952). Aan het begin van de jaren vijftig werd het nummer herwerkt in hedendaagse muziekstijlen, met een vroege rhythm-and-blues/jumpblues -versie van Billy Wright (1951) en een geharmoniseerde doo-wop- versie van de Orioles (een nummer acht R&B-hit in 1952).
In 1953 maakte Muddy Waters nieuwe arrangementen bij het nummer en nam hij het op met Little Walter en Jimmy Rogers. Chess Records bracht de single oorspronkelijk uit met de titel "Turn the Lamp Down Low". " Live-versies verschijnen op Muddy Waters in Newport 1960 en op Live at the Checkerboard Lounge, Chicago 1981 met leden van The Rolling Stones.

## Versie door Van Morrison en Them
"Baby Please Don't Go" was een van de eerste nummers die Them opnam, geleid door een toen 19-jarige Van Morrison. Hun vertolking van het nummer is afgeleid van een versie die in 1949 door John Lee Hooker is opgenomen als "Don't Go Baby". Dit nummer verscheen in 1959 op het album Highway of Blues en op die manier kwam Van Marrison ermee in aanraking.
Them nam "Baby, Please Don't Go" in oktober 1964 op voor Decca Records. Het werd uitgebracht als Thems tweede single op 6 november 1964. Met de bekende B-kant, " Gloria ", werd het hun eerste hit en bereikte in februari nummer tien in de Britse hitlijst. In de Verenigde Staten kwam het niet verder dan plek 102, al was er wel lokaal succes: zowel de A- als B-kant van de single stonden tussen maart en juni 1965 in de wekelijkse Top 40-afspeellijsten van radiostation KRLA in Los Angeles.

### NPO Radio 2 Top 2000
| Nummer met noteringen in de NPO Radio 2 Top 2000 | '99  | '00-'01 | '02  | '03  | '04  | '05 | '06  |
| ------------------------------------------------ | ---- | ------- | ---- | ---- | ---- | --- | ---- |
| Baby, Please Don't Go                            | 1597 | -       | 1773 | 1444 | 1809 | -   | 1943 |

1. ↑  Een '-' betekent dat het nummer niet was genoteerd en een vetgedrukt getal geeft de hoogste notering aan.
2. ↑  Deze tabel is bijgewerkt tot en met de laatste editie (2024).

## Andere coverversies
"Baby, Please Don't Go" was vanaf het begin een onderdeel van de liveshows van AC/DC. In november 1974 namen Angus Young, Malcolm Young en Bon Scott het op voor hun Australische debuutalbum High Voltage uit 1975. Dit nummer bereikte de tiende plek in de Australische hitlijst.
Aerosmith nam "Baby, Please Don't Go" op voor hun bluescoveralbum, Honkin' on Bobo, dat op 30 maart 2004 werd uitgebracht. Het was de eerste single die van het album werd uitgebracht en bereikte nummer zeven op de Mainstream Rock Tracks -hitlijst. Sindsdien speelt de band dit nummer bij de meeste liveshows.